# Nexus 7 (2012)
Nexus 7 — планшетний комп'ютер, розроблений Google спільно з ASUS. Був представлений на конференції Google I/O 27 червня 2012, там само було оголошено, що продажі стартують в середині липня. У той же день пристрій став доступним для попередньої покупки в Google Play. У перші ж дні початку продажів планшет користувався високим попитом — першу партію пристроїв розкупили за кілька днів.

## Розробка
У грудні 2011 року Ерік Шмідт, представник ради директорів Google, в інтерв'ю італійській газеті «Brutale concorrenza con» підтвердив намір компанії випустити планшет, який повинен збільшити протистояння з Apple. У червні 2012 року в мережу потрапили характеристики нового пристрою.
Офіційно пристрій було представлено на конференції Google I/O в Сан-Франциско 27 червня 2012 року. Компанія зазначає, що планшет призначений для використання контенту з Google Play, включаючи електронні книги, музику, телевізійні передачі та відео.
У той же день були представлені Nexus Q і Chromebox.

## Проблеми операційної системи
Після оновлення операційної системи пристрою до Android 5.0 Lollipop численні користувачі відзначили катастрофічне падіння швидкодії, аж до неможливості користування пристроєм.
У березні 2015 року ОС для Nexus 7 оновилася до Android 5.1, яка мала усунути проблеми зі швидкодією. Але за станом на квітень-червень 2015 року багато користувачів заявляли, що проблеми не усунуто, і пристрій досі непридатний для використання.